# Rima Fakih
Rima Fakih, född 22 september 1985 i Libanon, blev den 15 maj 2010 utsedd till Miss USA och representerade USA i Miss Universum i Las Vegas 2010.